# Microterangis boutonii
Microterangis boutonii är en orkidéart som först beskrevs av Heinrich Gustav Reichenbach, och fick sitt nu gällande namn av Karlheinz Senghas. Microterangis boutonii ingår i släktet Microterangis och familjen orkidéer. Inga underarter finns listade i Catalogue of Life.